# Huitztipa
Huitztipa är en ort i Mexiko.   Den ligger i kommunen Chicontepec och delstaten Veracruz, i den sydöstra delen av landet, 200 km nordost om huvudstaden Mexico City. Huitztipa ligger 337 meter över havet och antalet invånare är 157.
Terrängen runt Huitztipa är kuperad. Runt Huitztipa är det ganska tätbefolkat, med 120 invånare per kvadratkilometer. Närmaste större samhälle är Benito Juárez, 15,1 km väster om Huitztipa. Trakten runt Huitztipa består till största delen av jordbruksmark.